# Hans Helmuth Ruete
Pour les articles homonymes, voir Ruete.
Hans Helmuth Ruete (21 décembre 1914 — 19 juin 1987) est un diplomate allemand. Il a été ambassadeur d'Allemagne en France de 1970 à 1972 et au Royaume-Uni en 1977 et 1980.